# Niwnica
Niwnica [pronunciación en polaco: /nivˈnit͡sa/] (en alemán Neunz) es un pueblo en el distrito administrativo de Gmina Nysa, dentro del Distrito de Nysa, Voivodato de Opole, en el suroeste de Polonia. Se encuentra a unos 7 kilómetros al este de Nysa y 44 kilómetros al suroeste de la capital regional, Opole.